# Munay vivo
Munay vivo es el tercer álbum en directo de la cantante Vanesa Martín. El disco se grabó en la Plaza de toros de La Malagueta de Málaga. En ese directo tan especial, la cantante malagueña aprovechó la ocasión para presentar en exclusiva un tema nuevo, titulado ‘Hábito de ti‘, que se ha presentado como primer sencillo oficial de la reedición de Munay. El tema, producido por José Marín y Tony Romero, viene acompañado de un sencillo videoclip que recoge imágenes del citado concierto en Málaga.

## Lista de canciones

### CD1
1. Intro
2. Nunca me conoció
3. Frenar enero
4. La piel
5. Inmunes
6. Si me olvidas + Si pasa o no + Trampas + Arráncame + Polvo de mariposas
7. Que se entere Madrid
8. Sucederá
9. Ya
10. No te pude retener
11. Porque queramos vernos

### CD2
1. Descubrí
2. Sintiéndonos + Ropa desordenada + Aún no te has ido
3. Hablaran de ti y de mí
4. Te has perdido quién soy
5. Después de soltarnos
6. 9 días
7. Sin saber por qué
8. Enhorabuena
9. Hábito de ti
10. Complicidad

Bonus track
1. Hábito de ti (versión estudio)

### DVD
1. Intro
2. Nunca me conoció
3. Frenar enero
4. La piel
5. Inmunes
6. Si me olvidas + Si pasa o no + Trampas + Arráncame + Polvo de mariposas
7. Que se entere Madrid
8. Sucederá
9. Ya
10. No te pude retener
11. Porque queramos vernos
12. Descubrí
13. Sintiéndonos + Ropa desordenada + Aún no te has ido
14. Hablaran de ti y de mí
15. Te has perdido quién soy
16. Después de soltarnos
17. 9 días
18. Sin saber por quéEl
19. Enhorabuena
20. Hábito de ti
21. Complicidad

Bonus track
1. Entrevista y making of

### CD3Munay
1. Complicidad
2. Ya
3. Si me abrazaras
4. Inmunes
5. Que se entere Madrid
6. Santo y seña
7. Hábito de ti
8. Te has perdido quién soy
9. Nunca me conoció
10. Sucederá
11. Descubrí
12. El amor no se explica
13. Manzanas envenenadas
14. Porque queramos vernos

Bonus track
1. Complicidad (con Manuel Medrano)
2. Porque queramos vernos (con Matías Damásio)
3. Hablarán de ti y de mí
4. No te pude retener (versión)
5. Porque queramos vernos (versión)
6. Ya (con Tiziano Ferro)

- Datos: Q97125272